# Bombilla (utensilio)

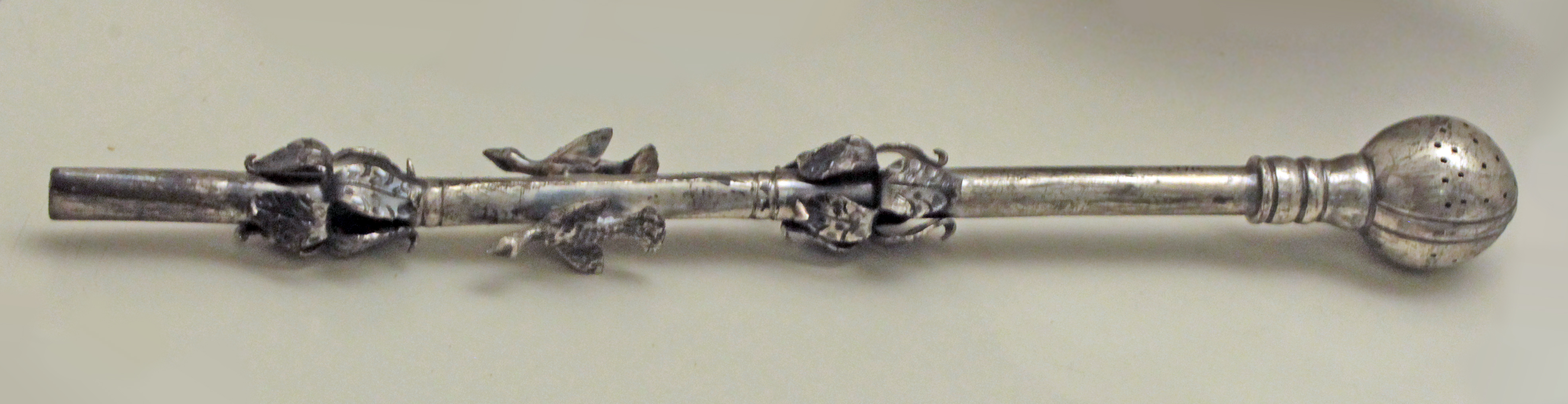
Bombilla argentina de plata del.

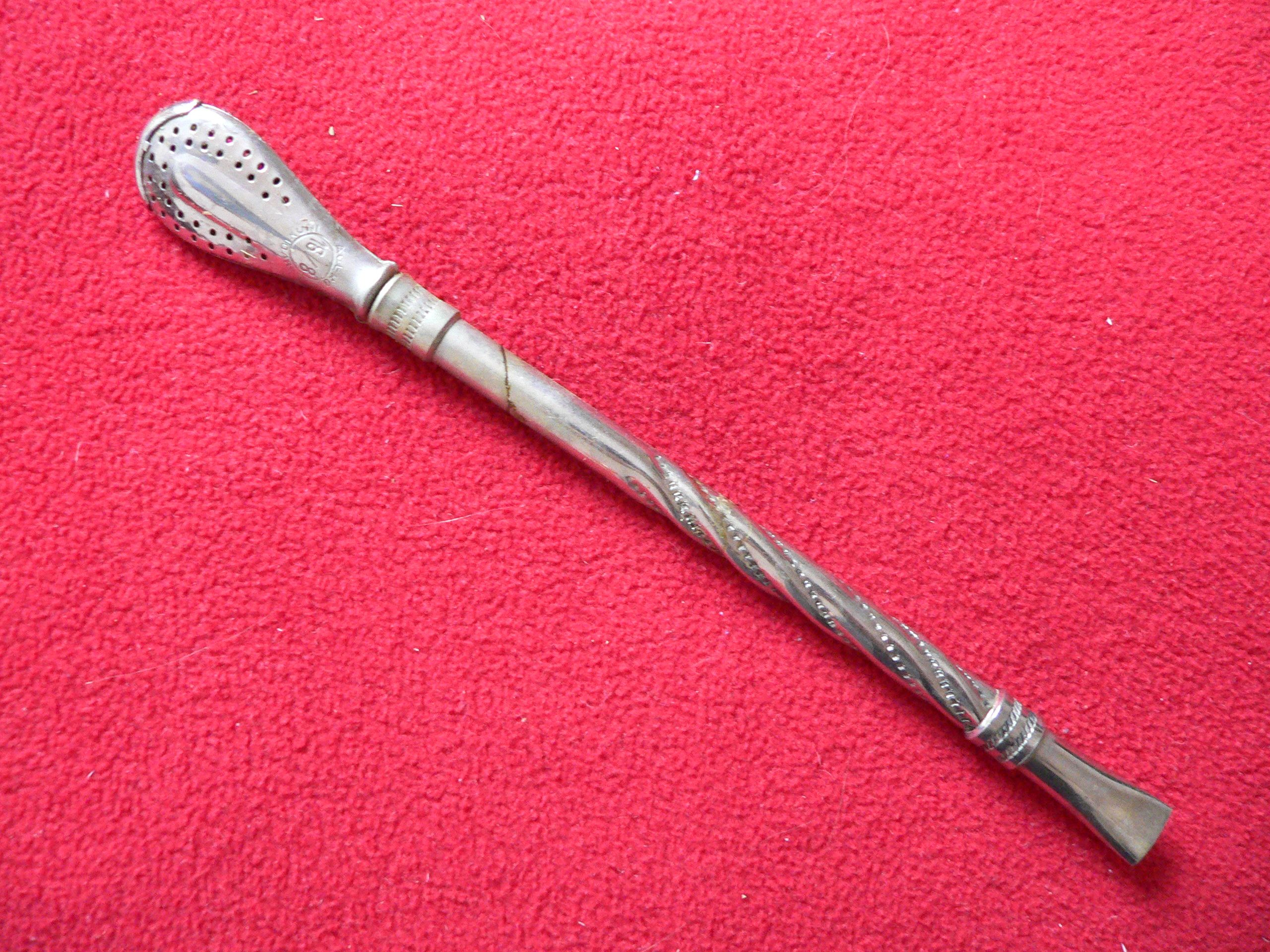
Bombilla de bronce niquelado para tomar mate.

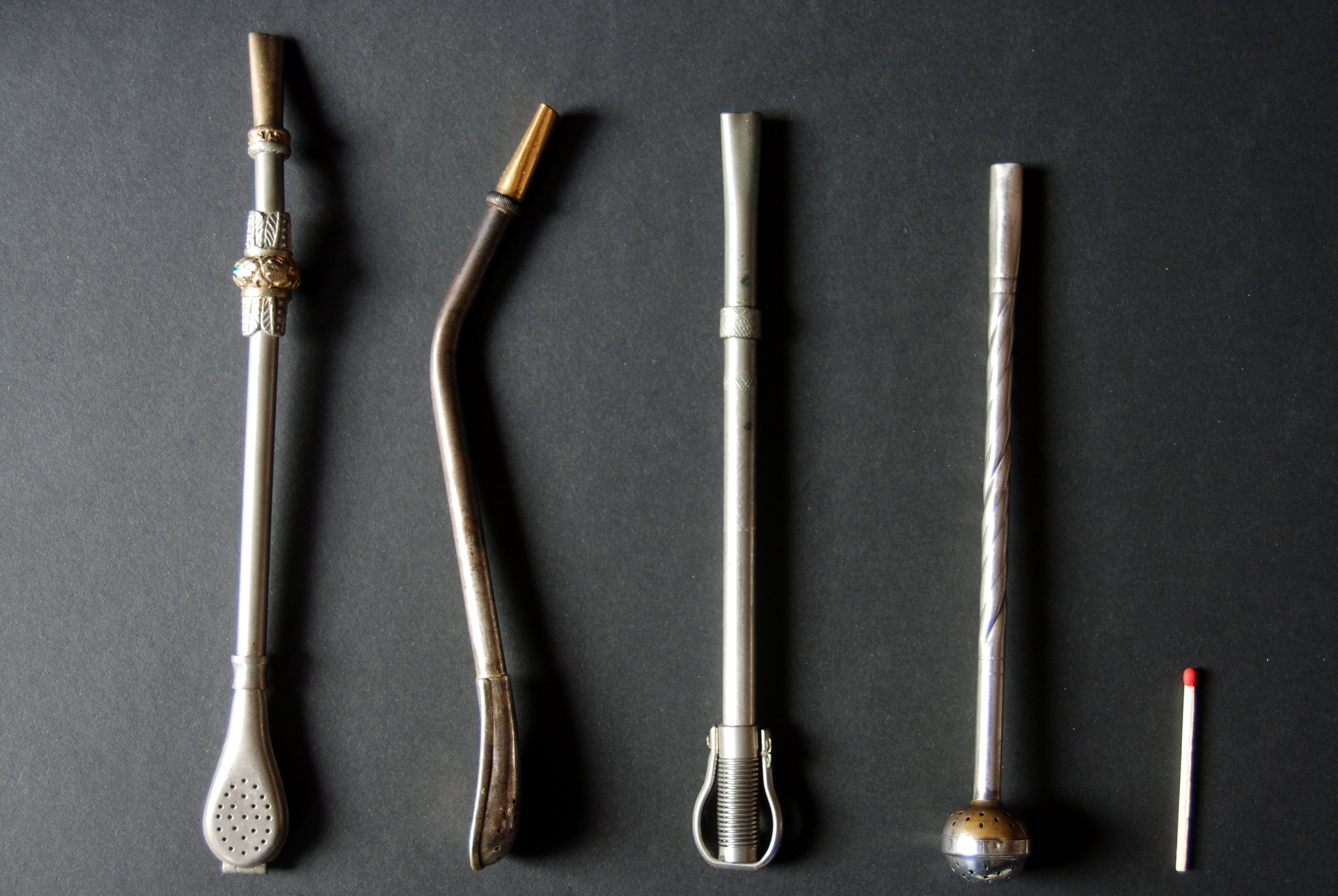
Variedades de bombilla: tradicional, cucharita (con boquilla de bronce), de resorte (ajustable) y roseta.

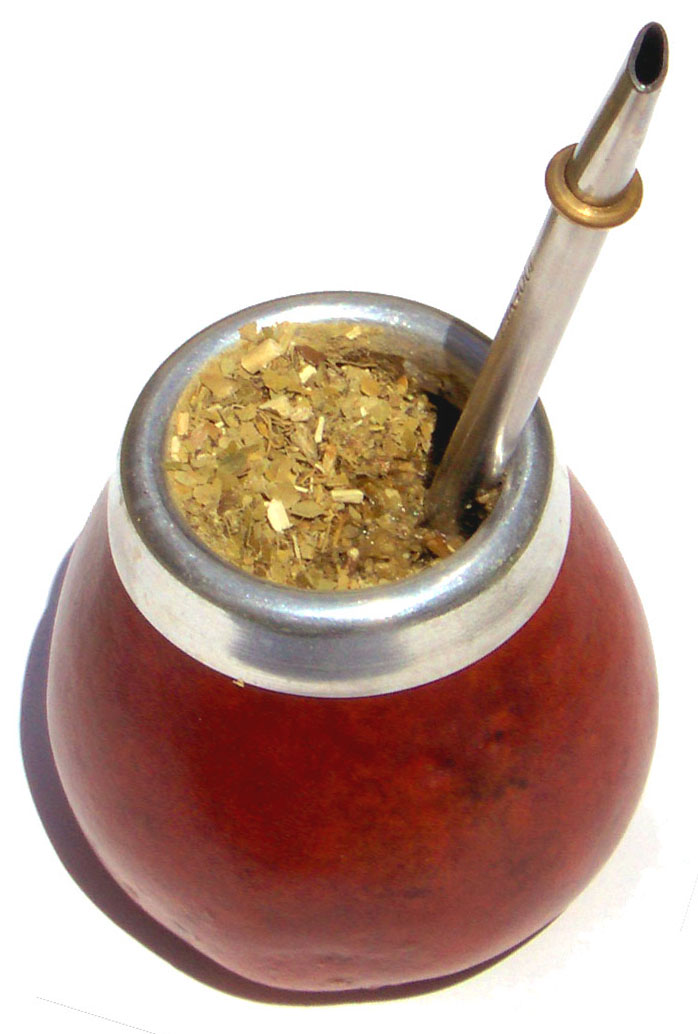
Bombilla metálica, colocada en un "mate poro" o "mate pera".

Una bombilla (pronunciado bomˈbiʎa; en español rioplatense: /bomˈbiʒa/ o /bom'biʃa/) es una caña o sorbete, típicamente de metal o de caña, utilizado para beber mate. Los guaraníes inventaron la bombilla, que fabricaban con tacuaras y que decoraban a través de distintas técnicas. Las primeras bombillas eran una caña fina y hueca, llamada en guaraní takuapý (takuá=caña; pý = "cuero" o envoltorio), por donde bebían el mate y el tereré.
Como herencia de épocas coloniales, la bombilla comenzó a hacerse en metal. Actualmente, la mayoría de las bombillas son metálicas: las más económicas son de bronce niquelado, mientras que otras más refinadas se realizan en acero inoxidable, alpaca o incluso plata, con la boquilla bañada en oro. Algunos mates económicos incluyen bombillas de plástico, pero suelen ser descartables y rechazadas por los consumidores de mate más ortodoxos. Como curiosidad, también existen bombillas talladas en madera (por ejemplo, de palosanto), pero son poco comunes y artesanales.

## Características
La bombilla casi siempre consta de tres partes, todas generalmente de metal: 
- el pico (donde el tomador apoya sus labios para beber la infusión) que se inclina hacia la persona que tiene el mate en sus manos
- un tubo metálico angosto rectos, curvados, e incluso algunos muy insólitos con forma en espiral, por donde el líquido asciende ante el acto de bombear (de allí el nombre de bombilla)
- un bulbo agujereado (coco), que se deposita en el fondo del mate y hace las veces de filtro, evitando que ingrese yerba mate a la bombilla. En algunos casos el bulbo puede ser desmontable para facilitar su limpieza. En los casos de que el mismo no sea desmontable, es común la práctica de hervir la misma en agua para limpiarla, evitando el efecto de bombilla tapada. También hay utensilios especiales para limpiar las mismas.

Según la zona, los cocos pueden ser de diversas formas: redondos (llamados “roseta”), achatados (llamados “cucharita”), de una pieza o desarmables, fijos o desmontables, de tipo “resorte” (ajustables o fijos), etcétera. También de acuerdo a cada lugar sus agujeros pueden ser más o menos finos, según el molido de la yerba mate que se utilice.

## Uso
Algunos para filtrar el polvillo de la yerba mate colocan bolsas de tela en el bulbo, las mismas también son escasamente comercializadas. Al no tomar este polvillo se evita acidez, se previenen cálculos, es más difícil que se tape la bombilla entre otras cosas.
Para evitar que el pico de la bombilla eleve su temperatura y dañe de este modo los labios del tomador, el tubo metálico tiene uno o más anillos envolventes que hacen las veces de adorno y de disipador. Cada anillo es un disipador que, por sus propiedades, permite eliminar en el tubo el exceso de calor, evitando así que la temperatura del agua sea transferida al pico. Las bombillas más finas son realizadas en alpaca y enchapadas en oro, al usar (el oro enchapado) en el pico de la misma también actúa como disipador.
Se ha mencionado la existencia de muy insólitas bombillas en espiral, tal forma se ha debido precisamente para disipar todo lo posible el calor de la infusión. Se dice que tales bombillas en espiral eran usadas en Chile donde (durante el siglo XIX) se prefería el mate a temperaturas muy moderadas.
Las bombillas de la Argentina pueden ser de bulbos finos o algo ancho y achatado dependiendo del tipo de mate que use el cebador (mate poro o pera, mate porongo, mate galleta, etc).

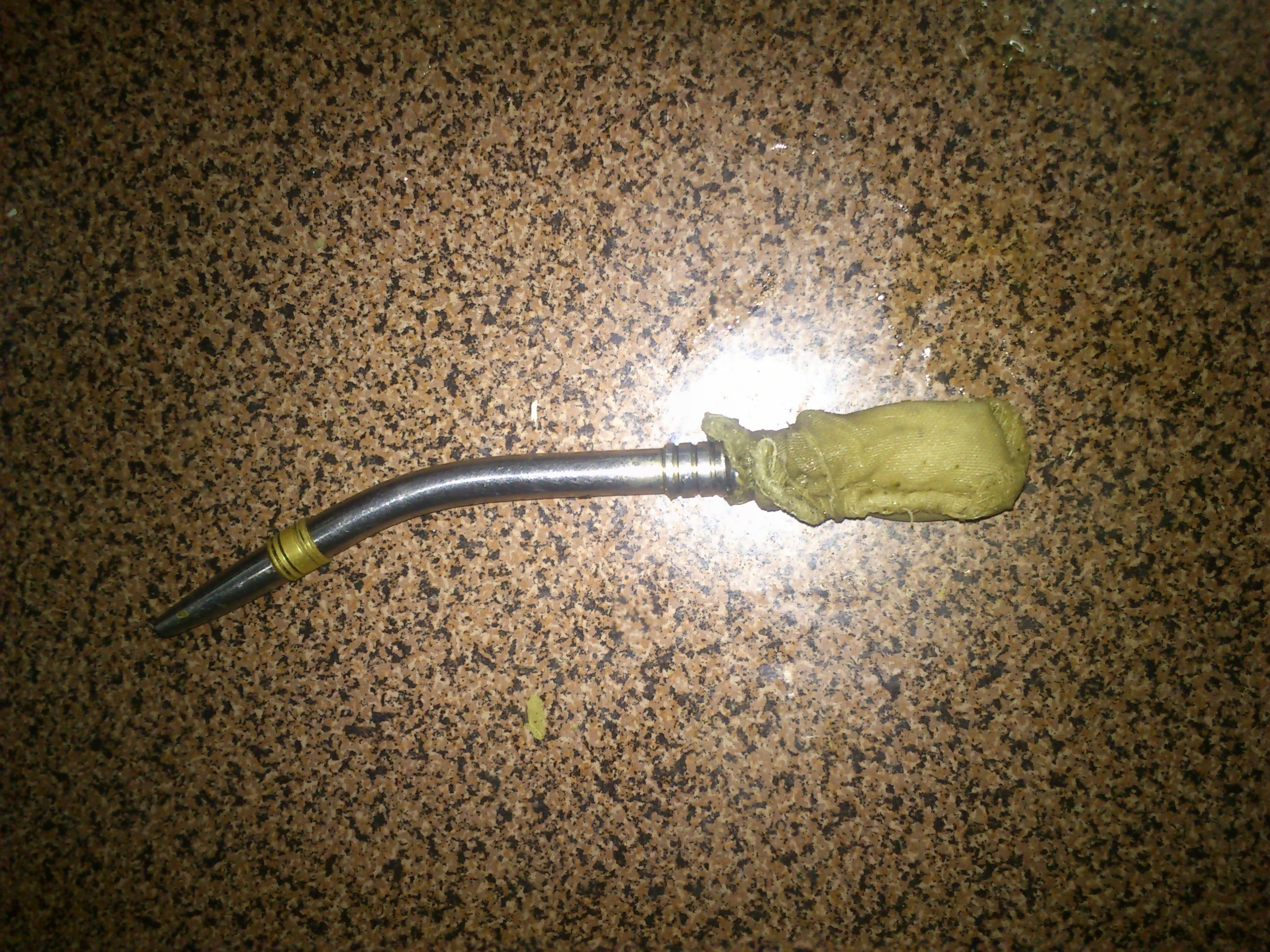
Filtro de tela en una bombilla
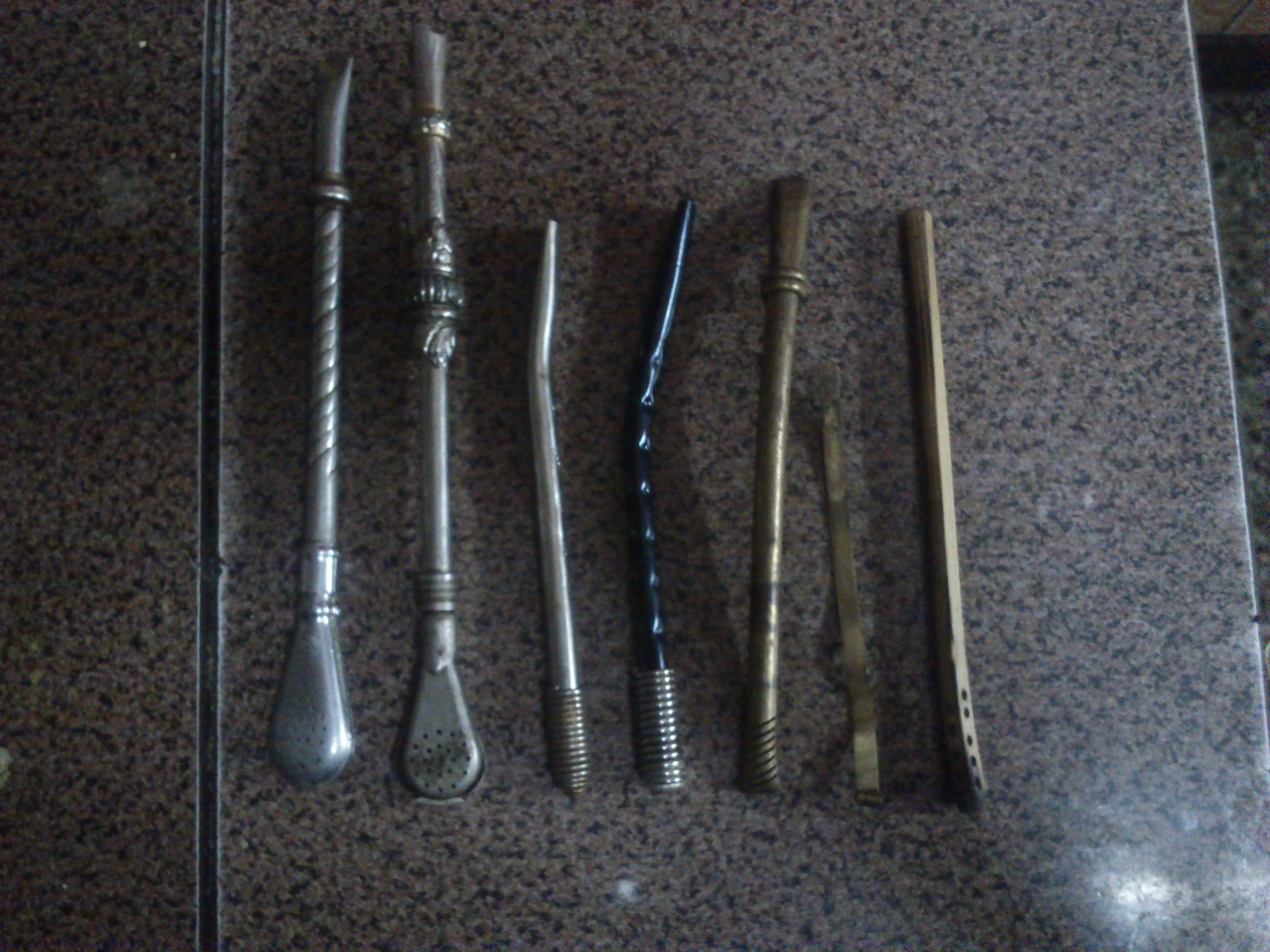
Diferentes tipos de bombillas
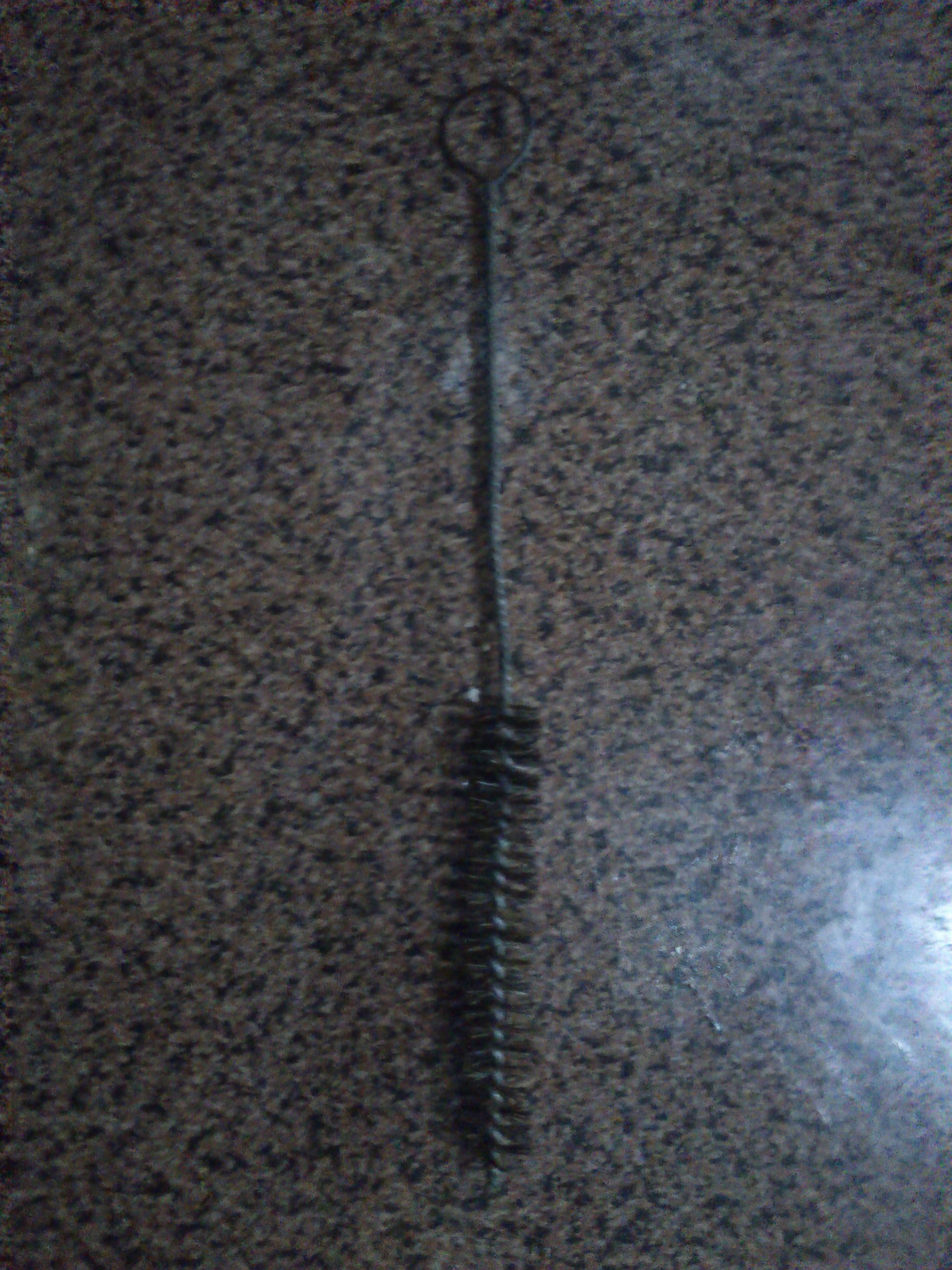
Utensilio limpiador de bombillas
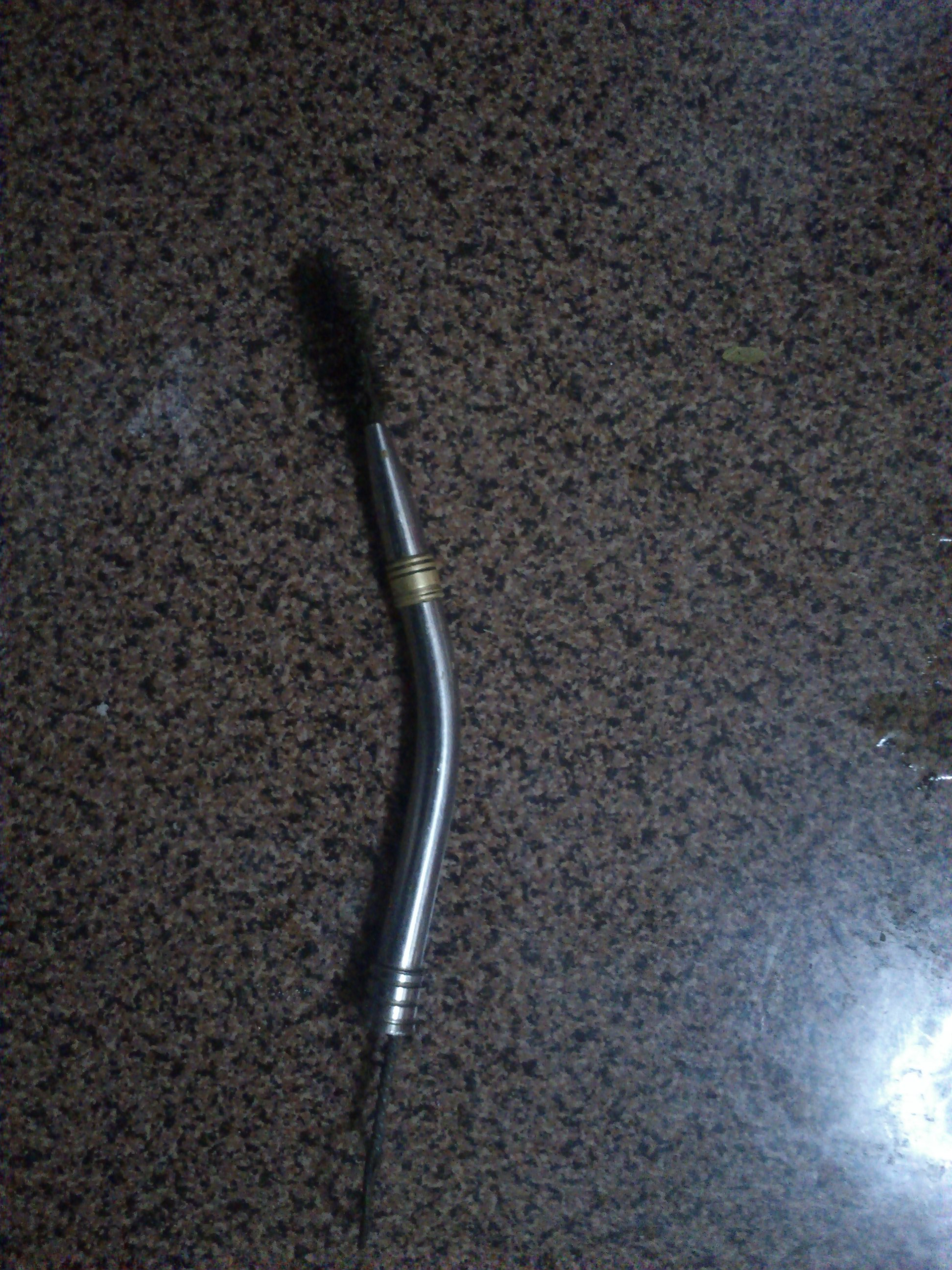
Usando el limpiabombilla
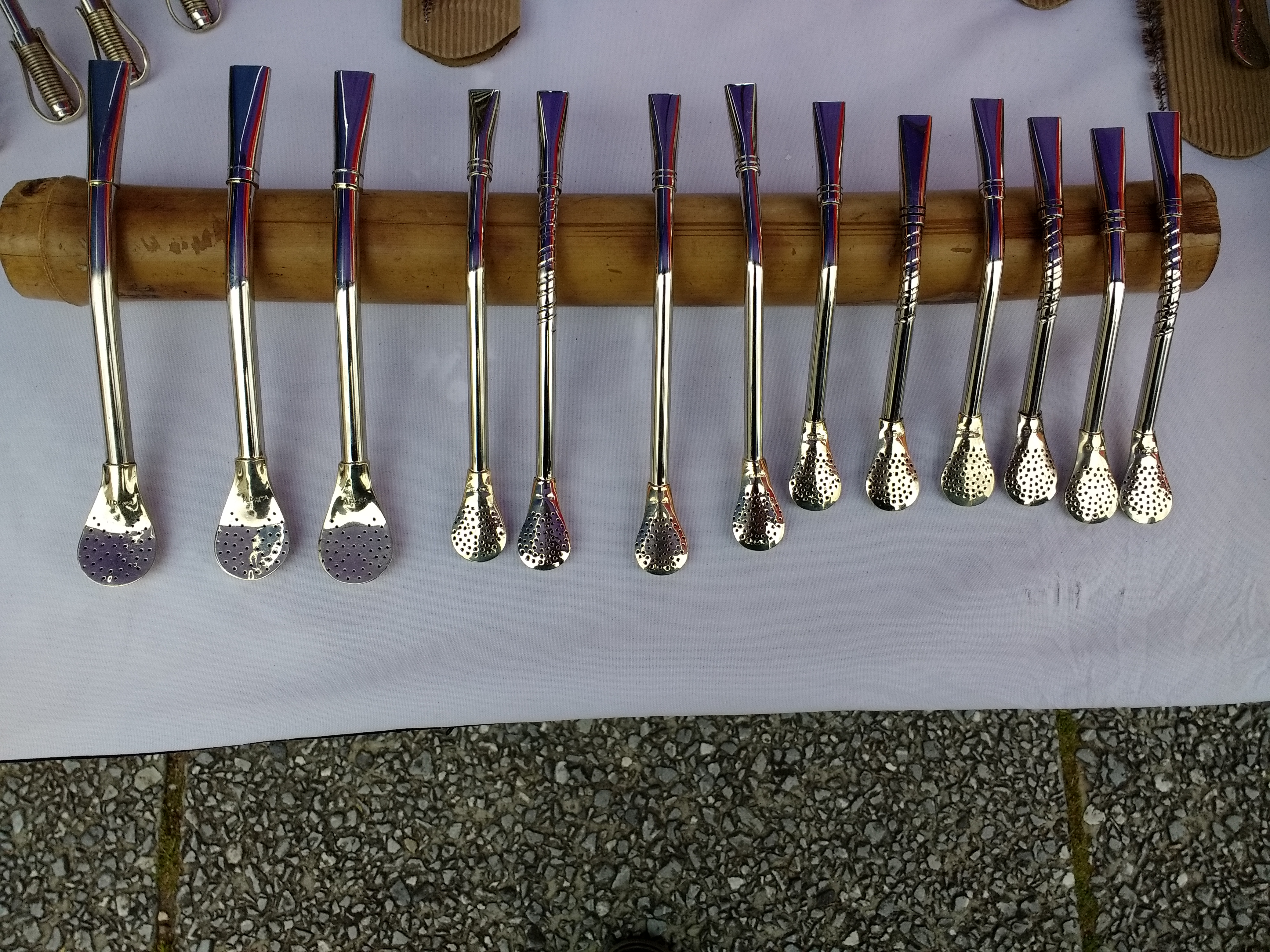
Bombillas en venta en Montevideo